# Kurt Olofsson
Arne Kurt Ove Olofsson, född 13 november 1928 i Augerums församling i Blekinge län, död 14 augusti 2018 i Sankt Matteus distrikt i Stockholm, var en svensk militär.

## Biografi
Olofsson avlade officersexamen vid Krigsskolan 1954 och utnämndes samma år till fänrik i armén, varefter han befordrades till kapten vid Upplands signalregemente 1963. Han tjänstgjorde 1965–1968 vid Arméstaben och var lärare vid Militärhögskolan 1968–1974, befordrad till major 1971 och överstelöjtnant 1972. Han var bataljonschef vid Göta signalregemente 1974–1976, tjänstgjorde vid Försvarsstaben 1976–1978 och var avdelningschef vid Arméstaben 1978–1982. Åren 1982–1984 var han chef för Göta signalregemente, befordrad till överste 1983. Han var chef för Arméns stabs- och sambandsskola 1984–1989. Olofsson är gravsatt i Gustav Vasa kyrkas kolumbarium i Stockholm.